# Ана Руцнер
Ана Руцнер (Загреб, СФРЈ, 12. фебруар 1983), хрватска је виолончелисткиња позната по извођењима композиција класичне музике које комбинује са традиционалним и модерним елементима.
Била је део боснаскохерцеговачке делегације на Песми Евровизије 2016. у Стокхолму где је извела соло деоницу на виолончелу.
Била је удата за хрватског певача Влада Калембера са којим има једног сина.

## Биографија
Ана је рођена у Загребу 12. фебруара 1983. године у музичкој породици. Њен отац Драган је виолиниста у Загребачкој филхармонији, а мајка Снежана је виолончелисткиња Хрватског народног позоришта. Њен брат Маријо такође свира виолончело у ХНК. Драган и Снежана су 1998. основали музички пројекат под називом „Rucner Strings Quarter” који су чинили сви чланови породице Руцнер.
Ана се тако среће са класичном музиком од најранијег детињства, а већ са 7 година родитељи су је уписали у нижу музичку школу Елија Башића у Загребу. Касније је уписала Музичку академију Универзитета у Загребу, на одсеку за студије виолончела, а паралелно са студијама радила је као стални члан Мариборске филхармоније (од 1993. до 2003). Од 2008. декларише се као слободна уметница Хрватске.
Ана Руцнер је била део делегације Босне и Херцеговине на Песми Евровизије 2016. године у Стокхолму, заједно са Далал Мидхат Талакић, Фуадом Бацковићем и Јасмином Фазлићем.